# Rasmus Elk Olsen
 Der er for få eller ingen kildehenvisninger i denne artikel, hvilket er et problem. Du kan hjælpe ved at angive troværdige kilder til de påstande, som fremføres i artiklen.

Rasmus “Elk” Olsen er en dansk sangskriver, producer. 

## Uddannelse og ansættelse
Rasmus Olsen blev i 2001 uddannet som lærer med speciale i musik og billedkunst ved lærerseminariet Blaagaard/KDAS. I 2005 tog han bachelor i kunsthistorik ved KUA. Har undervist i sangskrivning på Rytmisk Musikkonservatorium i København på en workshop i tre måneder i 2013. 

## Musik
Rasmus har skrevet, sunget og spillet i flere år både alene og sammen med andre ligesom han har været producer for egne produktioner og for andre. 
I 00'erne havde Rasmus kontrakt ved Sweet Silence som producer og sangskriver med sit projekt Naut.
I 2011 var han sangskriver på "Truth About Men" og blev sammen med Sandheden Band Robert-nomineret for bedste originalsang: "Like A Leaf" til filmen Sandheden om mænd af Nikolaj Arcel.
I 2012 udgav han sit debut soloalbum "Whitney Is dead", ved A:larm, som fik 5 stjerner i Gaffa.
Rasmus dannede i 2013 bandet Worn Out Sun sammen med sangeren og skuespillerinden Emma Sehested Høeg, og filmkomponisten Jonas Struck og de udgav sammen et album i 2014.
I september 2015 var han producer for vennen Madsons (Frederik Schultz Madsen) fem numre på debut-EP’en Rocket For Your Skyline, som blev optaget i Olsens private stue, og udgivet på Sony/Columbia. I 2020 var han producer for Mob Wars' fulde debut-album "Situvidual".
Af internationale sammenhænge, hvor hans sangskrivning og stemme høres, kan nævnes filmen The Wolfpack og Warner Bros.-serien One Tree Hill.
Blandt kunstnere herhjemme som har brugt, eller sunget sange, der er skrevet af Rasmus Olsen alene eller sammen med Peder Pedersen og Asger Baden i fællesskab, findes Oh Land, Jacob Bellens, Coco O., Claus Hempler, Mikael Simpson, Emma Sehested Høeg og Jonas Struck. 

### Diskografi
- Naut: In My Sofa: Sweet Silence Records/MBO, 2004 (producer og sangskriver)
- Naut: Traffic Island: Sweet Silence Records/MBO, 2005 (producer og sangskriver)
- The Crocket Spoke ”The One You Left Behind”, Lizard Shakedown, 2008 (medvirkende sangskriver)
- Peder: Dirt And Gold: Fake Diamond Records, 2010 (medvirkende sangskriver)
- Truth About Men: Soundtrack: Zentropa, 2011 (sangskriver)
- New New York York: Same Shit On The Radio: Fake Diamond Records, 2012 (producer og bandmedlem)
- Rasmus Elk Olsen: Whitney Is Dead: Lizard Shakedown/A:larm, 2012 (soloalbum: producer og sangskriver)
- Peder: Ghost Of A Smile: Lizard Shakedown, 2013 (medvirkende sangskriver)
- Worn Out Sun: Sound By Struck, 2014 (bandmedlem)
- Madson: Rocket For Your Skyline: Sony/Columbia, 2016 (producer og medvirkende sangskriver)
- Peder: Come With Me: Lizard Shakedown Records, 2016 (medvirkende sangskriver)
- Mobwar: Overthinking: Danish Music and Entertainment, 2017 (producer)
- Madson: Visions Of Magnolia Sky, Rocket Interprise Recordings, 2019  (producer og medvirkende sangskriver)
- Mobwar: Situvidual: Danish Music and Entertainment, 2020 (producer)

### Musikvideoer
- Worn Out Sun, "Another World".
- Peder Pedersen, “Ghost Of A Smile”
- Peder Pedersen, "Daylight"